# Irsee

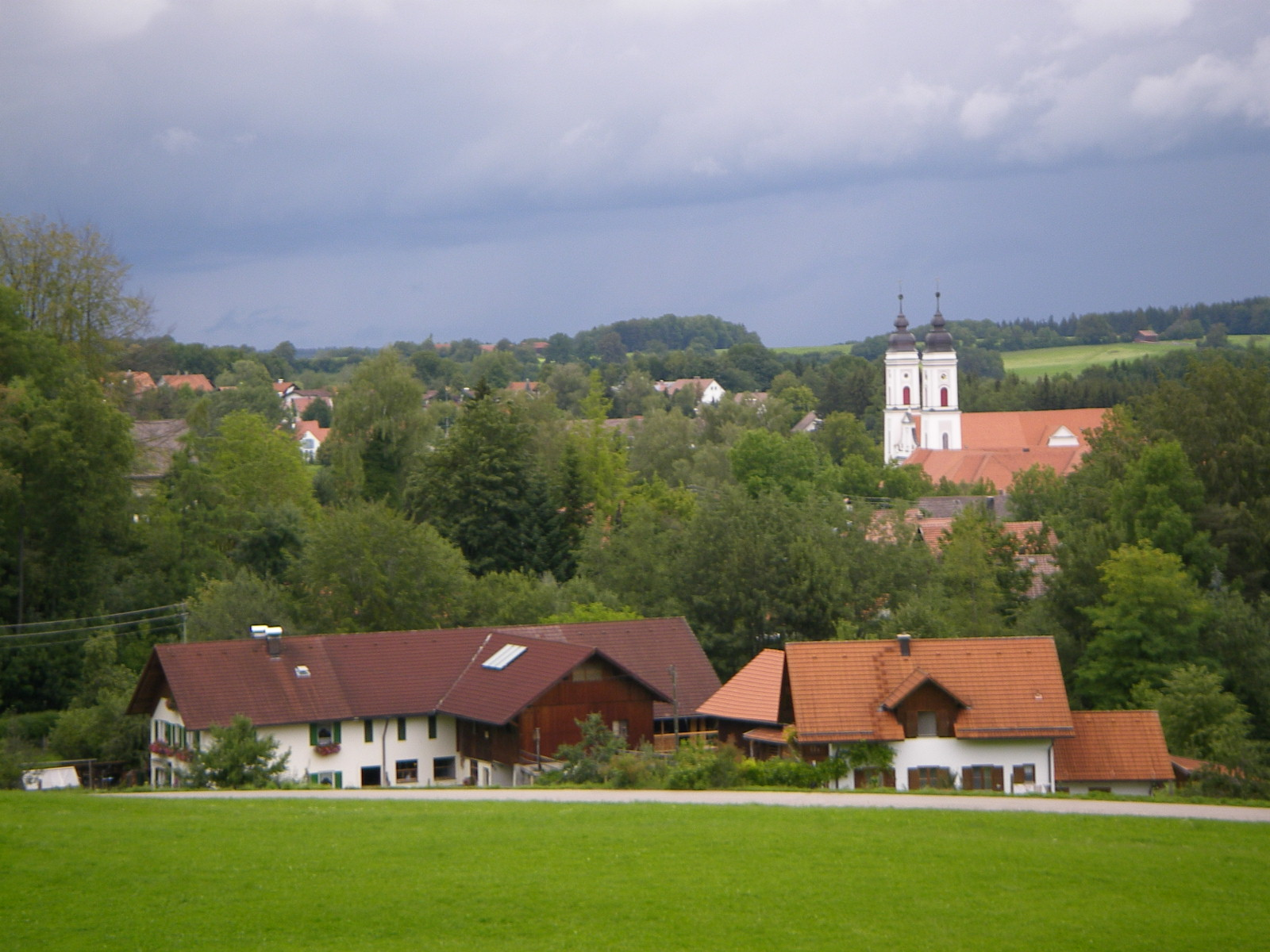
Irsee

Irsee – gmina targowa w południowych Niemczech, w kraju związkowym Bawaria, w rejencji Szwabia, w regionie Allgäu, w powiecie Ostallgäu, wchodzi w skład wspólnoty administracyjnej Pforzen. Leży w Allgäu, około 25 km na północny zachód od Marktoberdorfu.

## Demografia
| Rok  | Liczba mieszk. |
| ---- | -------------- |
| 1970 | 1 324          |
| 1987 | 1 248          |
| 2000 | 1 360          |

## Polityka
Wójtem gminy jest Andreas Lieb z Bürgerforum, rada gminy składa się z 12 osób.
|      | Bürgerforum | FWG | Offene Liste WG/SPD/Zieloni | Razem |
| 2008 | 6           | 4   | 2                           | 12    |
| 2002 | 6           | 4   | 2                           | 12    |